# HBO (Polen)
HBO Polska (Akronym Home Box Office) ist die polnische Version des US-amerikanischen Senders HBO. Der Sender sendet hauptsächlich aktuelle US-amerikanische Filme und Serien. HBO sendet in Polen die HBO-Sender HBO (HD), HBO 2 (HD) und HBO 3 (HD) aus. Dazu gibt es in Polen die HBO-Sender Cinemax (HD) und Cinemax 2 (HD). Zu diesen Sendern gibt es HBO on Demand und HBO Go für Smartphones und Computer. Die HD-Version des Senders startete im März 2008.
Die erste Eigenproduktion von HBO Polska ist die Sendung Bez tajemnic.

## Empfang
Anfangs war der Sender in Polen nur über Kabel empfangbar. Am 1. Januar 2008 nahm der polnische Satellitenanbieter Cyfra+ HBO als Sender auf. Auch die Anbieter Cyfrowy Polsat und n nahmen den Sender später auf. Heute ist der Sender über Satellit bei Cyfrowy Polsat und nc+ sowie per IPTV bei Orange verfügbar. Per Kabel wird der Sender bei den größten Providern verbreitet.